# Sen noci svatojánské (film, 1973)
Sen noci svatojánské je název československé televizní inscenace, kterou v roce 1973 na motivy stejnojmenné divadelní hry anglického dramatika Williama Shakespeara a v překladu Ericha Adolfa Saudka natočil režisér Jiří Bělka, který je zároveň autorem televizní úpravy. V inscenaci se objevila plejáda předních českých herců v čele s Janem Třískou jako Oberonem, Jiřím Hrzánem, Květou Fialovou, Václavem Postráneckým, Jorgou Kotrbovou, Josefem Abrhámem, Martou Vančurovou a mnoha dalšími. Inscenace měla premiéru o velikonočních svátcích roku 1974 na druhém programu Československé televize..

## Úvod
Inscenace Sen noci svatojánské představuje pro režiséra Jiřího Bělku jeho druhé setkání s dílem Williama Shakespeara. O patnáct let dříve – v roce 1958 – režíroval Bělka pro Československou televizi Praha méně známou Shakespearovu hru Zimní pohádka, která se však do dnešních dnů nedochovala. Ke Snu noci svatojánské se vrátil ještě jednou v roce 1984, kdy byl režisérem televizního záznamu stejnojmenného představení Divadla ABC v Praze (v divadelní režii Karla Kříže).

## Obsazení
| Václav Mareš       | vévoda Theseus            |
| Josef Bláha        | Egeus                     |
| Václav Postránecký | Lysandr                   |
| Josef Abrhám       | Demetrius                 |
| Lubomír Kostelka   | tesař Poříz               |
| Karel Urbánek      | truhlář Pevný             |
| Jan Skopeček       | tkadlec Honza Klubko      |
| Miroslav Nohýnek   | měchař František Štěbenec |
| Václav Švorc       | klempíř Oldřich Okápek    |
| Jan Teplý          | krejčí Benjamin Hladolet  |
| Jarmila Orlová     | Hipolyta                  |
| Jorga Kotrbová     | Hermie                    |
| Marta Vančurová    | Helena                    |
| Jan Tříska         | Oberon                    |
| Květa Fialová      | Titanie                   |
| Jiří Hrzán         | skřítek Puk               |
| Jiří Kvasnička     | elf Prášek                |

## Tvůrci
| Námět              | William Shakespeare (stejnojmenná divadelní hra)   |
| Scénář             | Jiří Bělka                                         |
| Dramaturgie        | Bohumila Zelenková                                 |
| Režie              | Jiří Bělka                                         |
| Hlavní kameraman   | Vladimír Opletal                                   |
| Vedoucí výroby     | Dagmar Hornerová                                   |
| Hudba              | Luboš Fišer                                        |
| Hudební režie      | Jiří Václav                                        |
| Dirigent           | František Belfín                                   |
| Choreografie       | Lea Janečková                                      |
| Výtvarník scény    | Miloš Ditrich                                      |
| Výtvarnice kostýmů | Jarmila Konečná                                    |
| Střih              | Marie Pačajová                                     |
| Zvuk               | Svatava Hrubcová                                   |
| Kameramani         | Stanislav Benc, Bohuslav Kudláček a Michal Schauer |
| Masky              | Josef Adamička a Květa Holasová                    |
| Asistent režie     | Kateřina Housková                                  |

## Technické údaje
- Premiéra: 14. duben 1974 (II. program Československé televize)
- Výroba: Československá televize Praha, Hlavní redakce dramatického vysílání, 1973
- Barva: barevný
- Jazyk: čeština
- Délka: cca 75 minut

## Z dobového tisku
Televizní dramatizace jednoho z nejznámějších děl Williama Shakespeara neunikla pozornosti kritiky, která inscenaci hodnotila veskrze pozitivně. Recenzent Rudého práva (17. duben 1974) o inscenaci napsal: „(...) Autor scénáře i režisér Jiří Bělka zhutnil textovou i scénickou složku Shakespearovy komedie velmi citlivě. Kromě herecké práce jako by především spoléhal na televizní možnosti, obraz a střih, kterými především chtěl tlumočit dramatikovu milostnou rozvernost a hravost. Čtyři milostné páry, proměny jejich náklonnosti, pohádková hra sympatií, soužení i toužení, to je jedna strana mince, jíž režisér i herci náležitě využili. Druhou stranu, scény řemeslníků, kteří chtějí sehrát velkou tragédii před knížetem, onen nespoutaný komický živel ve hře, už méně. Jako by tu opět chyběl bezprostřední kontakt s živě reagujícím publikem, smích po nepatřičném, a proto komickém jednání, hnací síla k vynalézavosti humoru a vtipu. Je to škoda, neboť to skutečně mají být lidé z masa a kostí, lidé, kteří vším dobrým i zlým, co v sobě mají, všemi slabůstkami i přednostmi, nám mají být bližší. Kladem inscenace je přítomnost Shakespearova, který zůstal i v příběhu, v němž toliko láska je skloňována všemi pády, zůstal v této pohádkové podívané, v níž i bytosti mimolidské mají lidské dimenze, a to je na televizní obrazovce úspěch.“
Kritik deníku Práce si ve své recenzi všímá vedle režie i dalších profesí, které se podílely na úspěchu inscenace: „(...) Režisér Jiří Bělka citlivě zkrátil dialogy, vynechal či přeřadil některé scény, upustil od závěrečného představení a celou inscenaci předznamenal výstupem krále elfů Oberona. Takto upravený text pak rozehrál na krásné scéně Miloše Ditricha, který ve studiu postavil hluboký les plný kapradí, kořenů a dubového listí, prales, který i při své realistické divokosti a scénické účelnosti vyvolával výtvarným řešením skutečně estetický zážitek. Stejně účinně pak působila rozevlátá roucha duchů, romantické a vznešené kostýmy, které navrhla Jarmila Konečná a které se rovněž měrou nemalou podílely na výtvarné koncepci této hry, jejíž atmosféru výrazně dotvářela i střídmá hudba Luboše Fišera. Jiří Bělka vytvořil ve spolupráci s kameramanem Vladimírem Opletalem a s řadou vynikajících herců inscenaci plnou tajemného a slavnostního oparu kouzlem opředené svatojánské noci, uprostřed které se odehrává burleskní a přitom pohádkovou nocí nadaný příběh, který vzdor řadě zvratů a záměn skončí vítězstvím opravdové lásky. Režie dala plně vyniknout kráse a poezii Shakespearova verše a poskytla hercům dostatečný prostor, aby mohli v celé šíři rozehrát životem a zdravou komičností přímo překypující osudy tak různorodých postav, které autorova vůle, tajemná moc kouzelné noci a Pukovo taškářství svedly dohromady. Nebýváme často svědky inscenací, v kterých se jejich tvůrci ve šťastné konstelaci podílejí na vzácné vyrovnanosti všech komponentů, na nichž záleží konečný úspěch. Sen noci svatojánské byl rozhodně jednou z nich.“